# 龍之氣息
龍之氣息辣椒（英語：Dragon's Breath），是目前僅次於X辣椒最辣的辣椒品種，其史高維爾指標約2480000。此品種起源於英國威爾斯聖亞薩，並由當地的諾丁漢特倫特大學參與開發過程。

## 緣由
此辣椒由麥克‧史密斯所栽種，史密斯為聖亞薩登比郡人。據本人表示原本只是栽培新品種辣椒欲參加花卉大展，卻意外打破辣椒的最辣紀錄 。命名為龍之氣息的緣由則來自威爾斯自古以來的的象徵—紅龍 。這株辣椒為位於特倫特河畔紐瓦克ChilliBobs公司的業主尼爾‧普萊斯所提供，該植物在試驗性質的特殊肥料配方下成長，其配方由NPK科技公司與諾丁漢特倫特大學聯合開發。 該辣椒在參展後意外獲選2017年切爾西花卉大展年度最佳植物。

## 辣度
龍之氣息宣稱測得高達2480000史高維爾指標的辣度，超越卡羅萊納死神椒的2200000單位，成為以前世界上已知最辣的辣椒（未經金氏世界紀錄或其他機構認證），但幾個月後被X辣椒以318萬單位（金氏世界紀錄269萬SHU）超過。

## 外觀
外觀較小，且底部呈現扁平，表面大致呈現光滑，結果過程中會往內皺縮並帶有蜷曲。